# Штальгельм

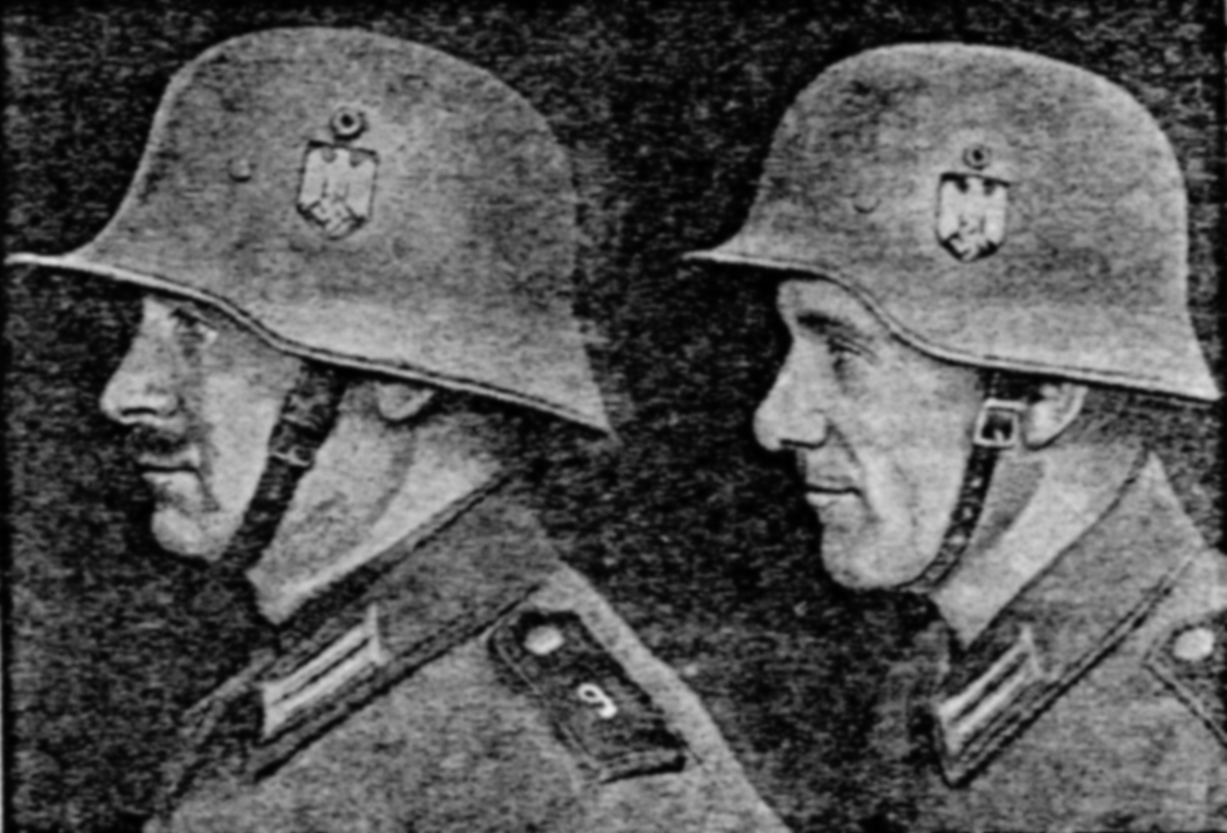
M1918 і M1935

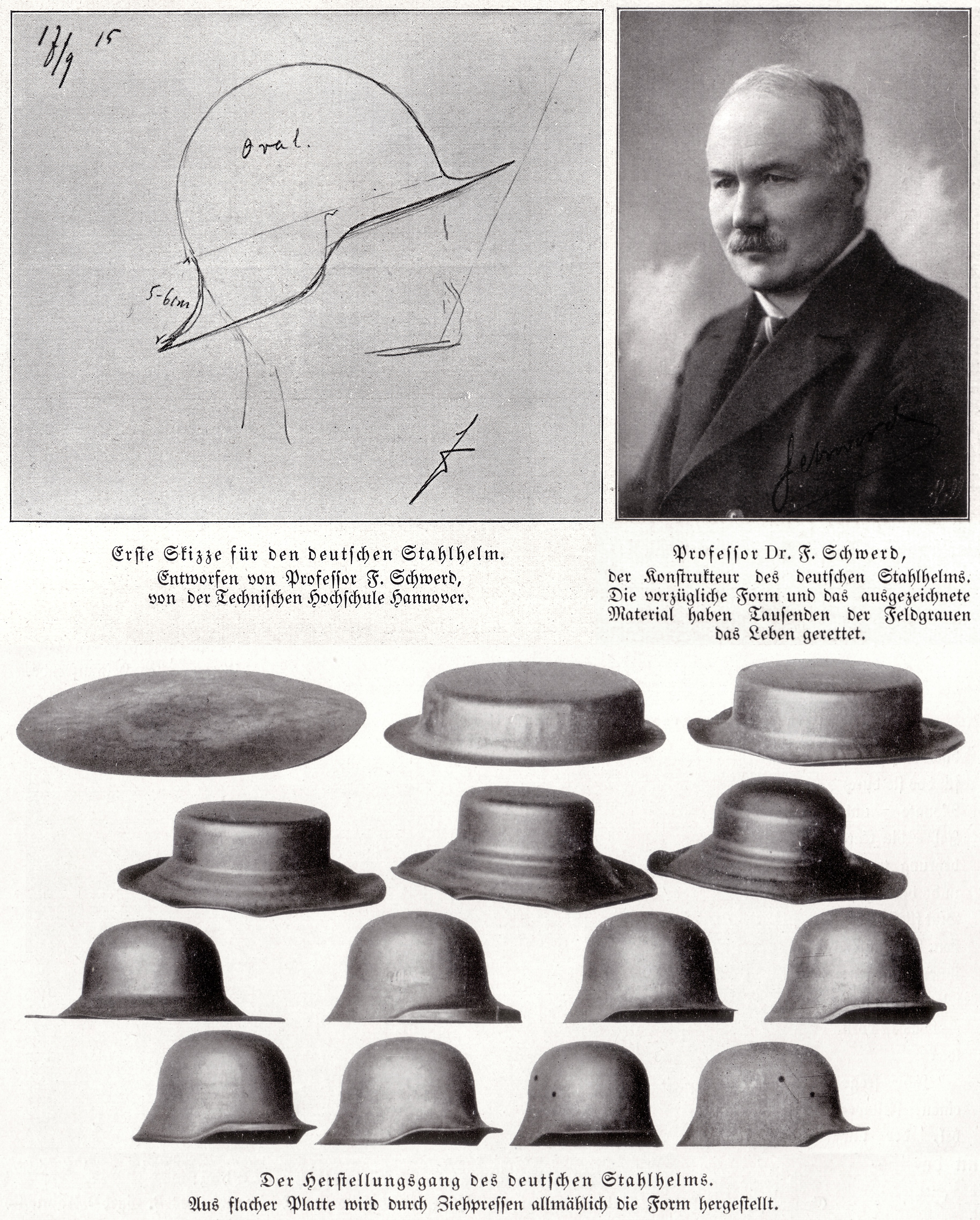
Створення шолома М1916 та портрет розробника штальгельма доктора Ф. Шверда

Штальгельм (нім. Stahlhelm), сталевий шолом — піхотний шолом, що перебував у використанні збройних сил Німеччини з 1916 по 1945 рік. Він замінив пікельгельм під час Першої світової війни, а пізніше став одним з найвпізнаваніших атрибутів вояків Вермахту. Також штальгельм використовувався в деяких інших арміях світу протягом ХХ століття.

## Історія

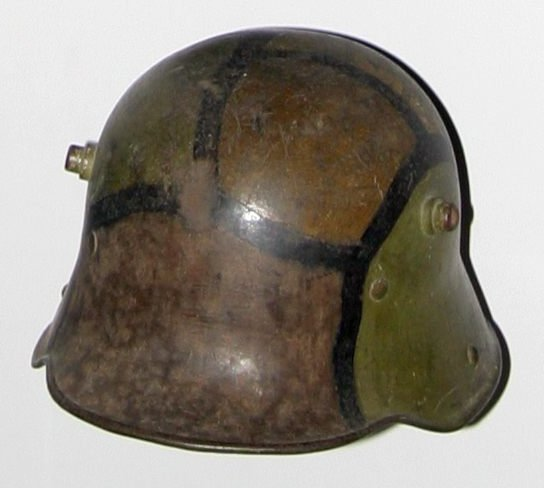
Шолом M1916 з маскувальним забарвленням

Позиційні бої на Західному фронті Першої світової війни висунули нові вимоги до захисту голови вояків. Усі сторони конфлікту почали розробку шоломів, що мали захищати від шрапнелі. Для німецької армії, яка використовувала неефективні за нових умов пікельгельми, це питання постало найбільш гостро. В 1915 році доктор Фрідріх Шверд розробив проєкт нового шолома, який був схвалений на початку наступного року та запущений в масове виробництво. Цей штальгельм першого покоління пізніше отримав індекс М1916. Зроблений з нікелевої сталі, шолом мав бічні ріжки, призначені для вентиляції та кріплення додаткової захисної пластини; пластини мало використовувалися через їх велику вагу, а вентиляційні отвори вояки були змушені взимку примітивно затуляти. Підшоломник складався з трьох шматків шкіри з обшивкою, вони регулювалися за розміром голови; самі шоломи також випускалися різних розмірів. Підборідний ремінець прикріплювався до металевої оболонки штальгельма.
Модифікації М1917 та М1918 були створені з метою виправлення недоліків шолома, що отримав в цілому схвальні відгуки. В М1918 ремінець стали закріплювати до підшоломника, а також змінили бічні закраїни штальгельма з метою покращення чутності. Захисні шоломи на основі штальгельма були розроблені та застосовані у війську союзником Німеччини Австро-Угорщиною. Кілька тисяч штальгельмів були надіслані іншому союзнику Османській імперії.

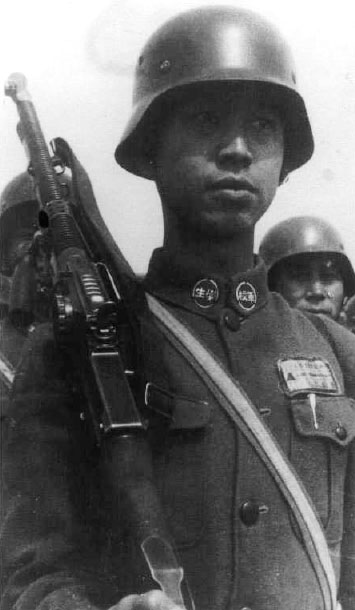
М1935 перебував на озброєнні військ Гоміньдану

В 1933 році з'явилося наступне покоління шолома — М1933, зроблений з вулканізованої фібри. М1933 доволі швидко був замінений на М1935, тому шоломи М1933 були передані до частин поліції та цивільної оборони.
М1935, розроблений за участю Фрідріха Шверда, виготовлявся шляхом пресування кількох листів молібденової сталі. Дашок та закраїни штальгельма були зменшені, модернізовані вентиляційні отвори. Шолом став легшим, що разом з новим шкіряним підшоломником зробило штальгельм більш комфортним. У процесі автоматизації виробництва М1935 конструкція шолома незначним чином змінилася; наступне покоління отримало індекс М1940. Окрема модифікація М1935 випускалася для парашутистів, так як базовий варіант був травмонебезпечним при приземленні. Спочатку від М1935 просто відпилювали закраїни шолома, пізніше була розроблена спеціальна модель.
М1942 з'явився внаслідок дефіциту сировини в розпал Другої світової війни. Існувала об'єктивна потреба у здешевленні та прискоренні виробництва, головним чином за рахунок країв закраїни штальгельма. М1942 відрізнявся від М1935 якістю сталі, що використовувалася у виробництві, а в зовнішньому дизайні — незавальцьованими краями.
Також, в проєкті перебував М1944, наступний ступінь у спрощенні виробництва, що виготовлявся з цілого листа металу та мав покаті сторони. Це робило модифікацію схожою на іноземні шоломи, що вважається причиною відмови від її серійного виробництва.
М1945 практично не відрізнялася від М1942 за винятком відсутності вентиляційних отворів.
В післявоєнний час армія НДР вирішила залишити для свого шолома назву «штальгельм». Зовні він був схожий на М1944 або на радянські шоломи. ФРН зовсім відмовилася від штальгельмів, зразком для її перших шоломів став M1.
Німеччина постачала свої шоломи арміям кількох країн, інші самостійно розробляли шоломи, схожі на штальгельми. Невдовзі після розробки М1935 десятки тисяч екземплярів були відправлені Гоміньдану відповідно до тісної співпраці двох країн. Також шоломи поставлялися в дружні Німеччині країни, на Піренеї та Південну Америку. Інші дружні держави, наприклад, Угорщина та Аргентина, самі виробляли шоломи, взявши за основу штальгельм. Війська деяких країн користувалися трофейними штальгельмами.

## Засоби маскування

### Перша світова війна
В період Першої світової війни з'являються перші засоби маскування штальгельмів, які мали зробити їх менш примітними для ворожих снайперів. Щоб шолом не давав бліків у польових умовах, його зовнішню поверхню вимазували болотом. В 1917-1918 роках поширюється камуфляжне забарвлення з геометричним малюнком, який вояки на фронті наносили самі.

### Друга світова війна

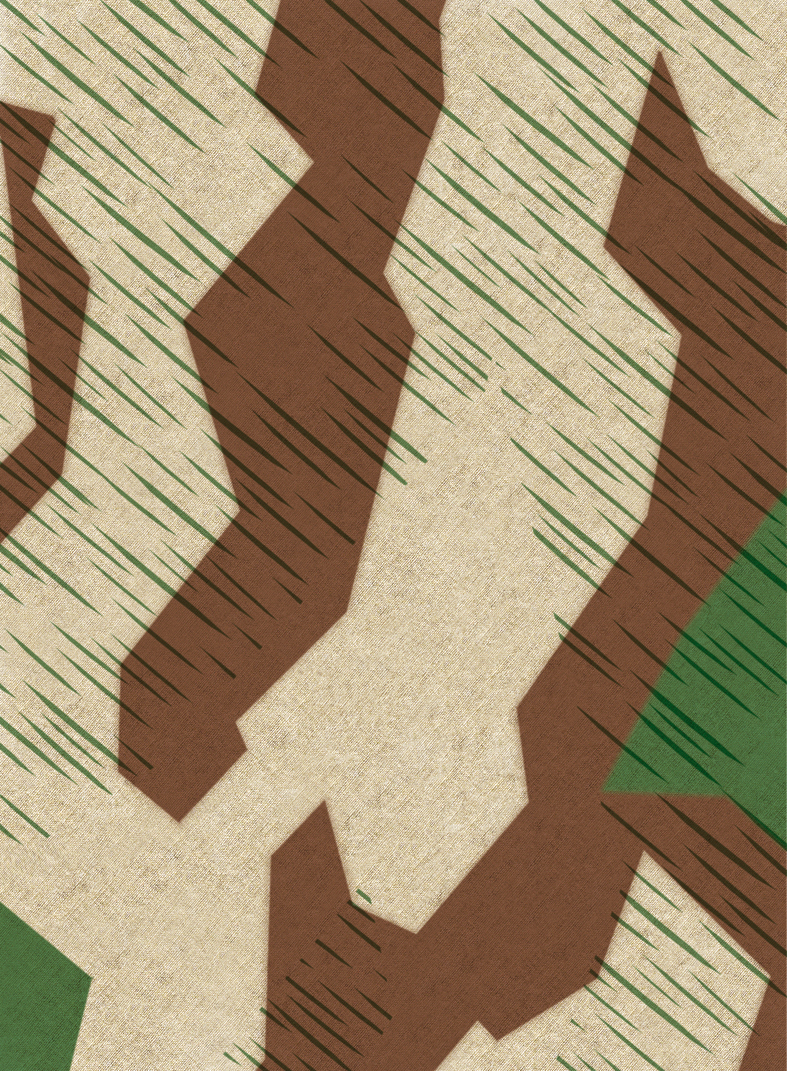
Камуфляж вермахту Splittertarn

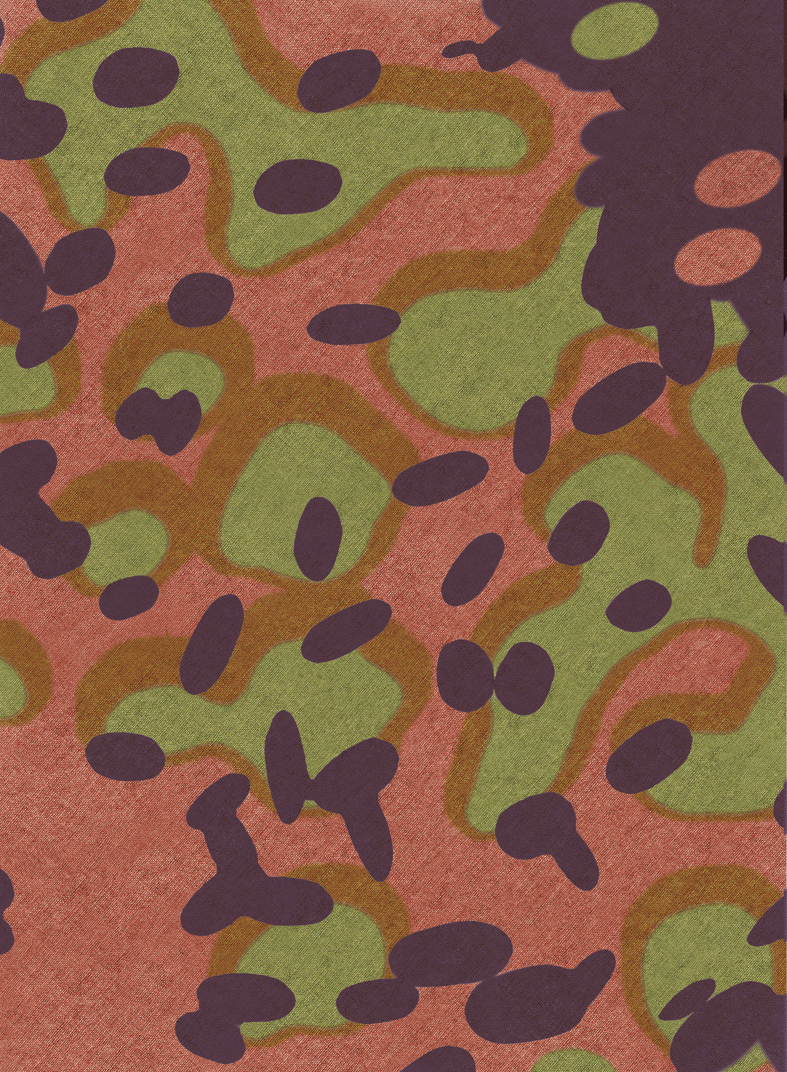
Камуфляж військ СС з малюнком платан (літо)

На початку Другої світової війни, коли військові дії характеризувалися значною динамікою, для Вермахту було важливіше швидке розпізнавати своїх від ворогів, через що засоби камуфляжу були доволі простими. Так, на штальгельм одягали кільце з еластичної гуми, за яке запихали гілки, листя, солому або чохол з мішкової тканини, котру вкривали сумішшю з болота й піску, щоб шолом не вирізнявся на фоні землі. З цією ж метою шоломи фарбували в більш темні відтінки сіро-зеленого кольору (фельдграу) з додаванням до фарби піску. Це мало зробити поверхню штальгельма шорсткою для кращого маскування.

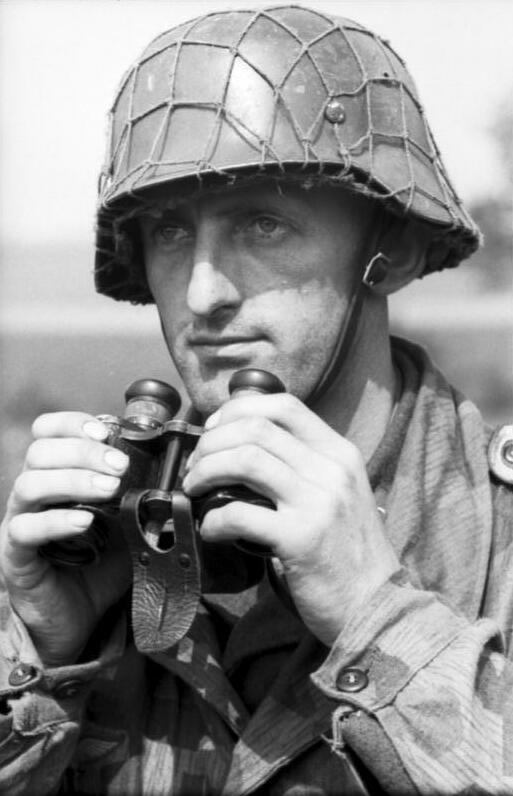
Штальгельм з маскувальною сіткою

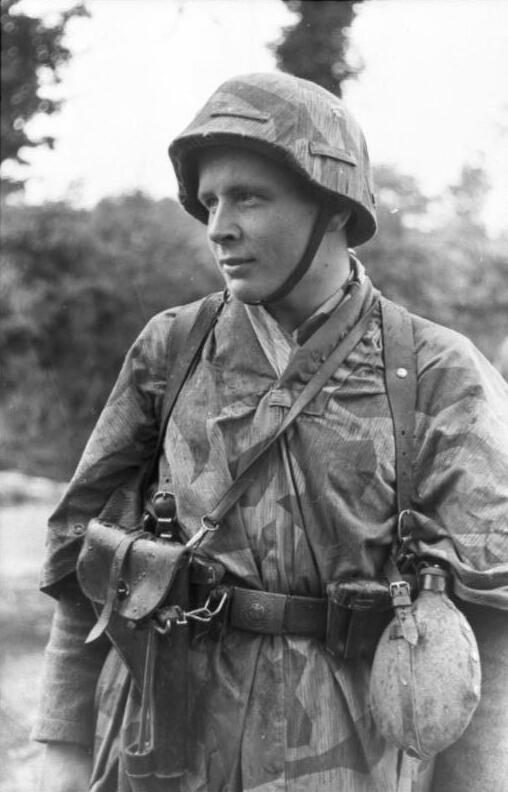
Маскування штальгельма за допомогою чохла

Окремі вояки, переважно бійці розвідувальних підрозділів та снайпери робили маскувальні чохли для своїх штальгельмів, використовуючи матеріал армійських плащ-наметів Zeltbahn з геометричним «уламковим» камуфляжем Splittertarn, але вони ще не мали значного поширення у Вермахті. Війська Ваффен-СС, натомість, більш широко використовували маскувальні чохли для штальгельмів уже з 1940 року. Вони мали плямистий камуфляжний малюнок Erbsenmuster.
Протягом 1942-1943 років засобам маскування надають більшого значення, щоб збільшити виживання вояків. Більш широко застосовуються різноманітні маскувальні чохли, як саморобні, так і спеціально пошиті з камуфляжної тканини. З'являються нові види камуфляжної тканини. Вермахт використовував чохли з неяскравим «уламковим» камуфляжним малюнком Splittertarn та болото (розпливчасті плями), а війська СС — більш різноманітні Erbsenmuster (горох), платан, дубовий лист та пальма, що мали з одного боку малюнок для весни-літа, а з іншого — на зиму-осінь. Також поширюються маскувальні сітки з мотузок, колючого дроту, металевої сітки для курників, на які додатково закріплювались підручні маскувальні засоби.

## Використання
- Німецька імперія
- Австро-Угорщина

Штурмова бригада (пробоєвий відділ) УСС у штальгельмах

- Болгарія, Третє Болгарське царство — після того, як в 1915 році Болгарія вступила в Першу світову війну на боці Центральних держав, в 1915–1918 роках Німеччина передала болгарській армії значну частину німецької польової форми та штальгельми М1916[1]. В 1936 році на озброєнні болгарської армії замість штальгельма М1916 був прийнятий сталевий шолом зразка 1936 року. Нові шоломи стали постачатися у війська з початку 1937 року[2].
- Османська імперія
- УСС, УГА — Під час Першої світової війни штальгельми М1917 та М1918 австрійського виробництва використовувалися в пробоєвих (штурмових) відділах УСС, а пізніше після проголошення ЗУНР — в частинах УГА[3]. Також, штальгельм використовувався в окремих українських формаціях під час Другої світової війни[4]
- Веймарська республіка
- Польща — після завершення Першої світової війни, в розпорядженні польської армії опинилися німецькі штальгельми М1918, протягом 1930-х років вони були замінені на сталевий шолом зразка 1931 року (Hełm wz. 31).
- Естонія (М1916-М1918)
- Латвія (М1918)
- Литва (М1918)
- Ірландія — після отримання Ірландією статусу домініону в 1921 році та початку формування власного війська, було прийнято рішення про прийняття на озброєння штальгельмів М1916. Передбачалося, що вони будуть виготовленні в Німеччині протягом 1926 року. Проте, через дію обмежень Версальського договору, німецький уряд відхилив це замовлення. Ірландія придбала лише креслення М1916, а їх виготовлення було доручено британській кампанії Віккерс. Через технологічні проблеми і використання менш якісної сировини «ірландські» штальгельми виявились неякісними. Від М1916 шолом, що отримав індекс М28, відрізнявся наявністю скоб для кріплення кокарди спереду та темно-зеленим кольором. М28 використовувався до 1941 року, коли через загрозу німецького вторгнення та великий ризик прикордонних сутичок з британською армією, ірландська армія перейшла на шоломи британського зразка.
- Третій Рейх — офіційно прийняті на озброєння Вермахту в 1935 році, а також використовувалися в інших збройних воєнізованих формуваннях.
- Угорське королівство
- Фінляндія
- Італія
  -  Королівство Італія
  -  Італійська соціальна республіка
  -  Італія (в післявоєнний період)
- Іспанія
- Португалія
- Республіка Китай
- КНР
- Греція (обмежене використання в партизанських загонах комуністів)
- НДР
- СФРЮ
- Аргентина
- Колумбія
- Мексика
- Чилі
- Королівство Афганістан (M18 угорська модель, закуплена в Чехословаччині в 1930-х[5])
- Ірак